# Jaume dels Baus
Jaume dels Baus (en francès: Jacques des Baux), (? - 7 de juliol del 1383), duc d'Àndria, príncep de Tàrent, príncep d'Acaia i pretendent titular a l'Imperi Llatí.

## Llinatge
Jaume dels Baus era fill de Francesc dels Baus, duc d'Àndria i Maragrida de Tàrent; aquesta era filla de Felip I de Tàrent i la seva segona muller, l'emperadriu pretendent titular Caterina de Valois-Courtenay.

## Títols heretats
La seva mare, Maragrida de Tàrent, esdevingué princesa de Tàrent i pretendent titular a l'Imperi Llatí quan el seu oncle Felip II de Tàrent, sense fills, la feu hereva. Els drets passaren directament a l'infant Jaume dels Baus.

## Conquesta dels Principat d'Acaia
Però Felip II de Tàrent havia transmès els drets sobre el Principat d'Acaia a la seva cunyada Joana I de Nàpols. Aquesta caigué presonera de Carles III de Nàpols quan aquest envaí el Regne de Nàpols i Joana I de Nàpols morí el 1382. Aleshores Jaume dels Baus reclamà la legítima titularitat del Principat d'Acaia.
Per tal de conquerir el Principat d'Acaia Jaume dels Baus contractà els serveis de la companyia navarresa. Però Jaume dels Baus morí el 7 de juliol del 1383.

## Títols i successors
| Jaume dels Baus Mort: 7 de juliol 1383                   | |                                                                              |
| Títols                                                   | |                                                                              |
| Precedit per: Francesc dels Baus (pare)                  | Duc d'Àndria (Llista de ducs d'Àndria) (?-1383) | Succeït per: ?                                                               |
| Precedit per: Felip II de Tàrent (oncle de la seva mare) | Príncep de Tàrent (Llista de prínceps de Tàrent) (1374-1383) | Succeït per: Otó IV de Brunswick segon marit de Joana I de Nàpols            |
| Títols com a pretendent                                  | |                                                                              |
| Precedit per: Felip II de Tàrent (oncle de la seva mare) | — En disputa per: — Imperi Llatí (Llista d'emperadors de Constantinoble) (1374-1383) — Raó de la disputa: — El 1261 Miquel VIII Paleòleg reconquerí Constantinoble i restaurà l'Imperi Romà d'Orient | Succeït per: cap                                                             |
| Precedit per: Joana I de Nàpols                          | — En disputa per: — Principat d'Acaia (Llista de prínceps d'Acaia) (1382-1383) — Pretendent oposat: — Carles III de Nàpols                                                                           | — Territori perdut: — Conquesta d'Acaia — Conqueridor — Carles III de Nàpols |